# Charlie Gardiner
Charles Robert Gardiner (Skócia, Edinburgh, 1904. december 31. – Manitoba, Winnipeg, 1934. június 13.) kanadai jégkorongozó kapus. Hétévesen a családjával Kanadába költöztek.

## Karrier
A Winnipeg Tigersben játszotta junior éveit 1921 és 1924 között majd a Selkirk Fishermenhez került. A következő szezonban a Winnipeg Maroonshoz került mely a Central Hockey Leagueben szerepelt. Ezt a ligát átnevezték American Hockey Associationnak a következő idényben. 1927-ben a National Hockey League-beli Chicago Black Hawkshoz került ahol hét évet játszott. 1932-ben és 1934-ben megnyerte a Vezina-trófeát. 1934-ben Stanley-kupa győzelemre vezette a Blackhawksot. Három héttel később agyvérzésben meghalt. 29 éves volt.

## Karrier statisztika
| 1921–22         | Winnipeg Tigers     | MJHL            | 1   | 0   | 1   | 0  | 60    | 6   | 0  | 6.00 | —  | —  | — | — | —    | —  | — | —    |
| 1922–23         | Winnipeg Tigers     | MJHL            | 6   | —   | —   | —  | 370   | 19  | 0  | 3.08 | —  | —  | — | — | —    | —  | — | —    |
| 1923–24         | Winnipeg Tigers     | MJHL            | —   | —   | —   | —  | —     | —   | —  | —    | 1  | 1  | 0 | 0 | 60   | 0  | 1 | 0.00 |
| 1924–25         | Selkirk Fishermen   | MHL             | 18  | —   | —   | —  | 1080  | 33  | 2  | 1,83 | 2  | 0  | 2 | 0 | 120  | 6  | 0 | 3.00 |
| 1925–26         | Winnipeg Maroons    | CHL             | 38  | —   | —   | —  | 2280  | 82  | 6  | 2.16 | 5  | —  | — | — | 300  | 10 | 1 | 2.00 |
| 1926–27         | Winnipeg Maroons    | AHA             | 36  | 17  | 14  | 5  | 2203  | 77  | 6  | 2.14 | 3  | 0  | 3 | 0 | 180  | 8  | 0 | 2.67 |
| 1927–28         | Chicago Black Hawks | NHL             | 40  | 6   | 32  | 2  | 2420  | 114 | 3  | 2.83 | —  | —  | — | — | —    | —  | — | —    |
| 1928–29         | Chicago Black Hawks | NHL             | 44  | 7   | 29  | 8  | 2758  | 85  | 5  | 1.85 | —  | —  | — | — | —    | —  | — | —    |
| 1929–30         | Chicago Black Hawks | NHL             | 44  | 21  | 18  | 5  | 2750  | 111 | 3  | 2.42 | 2  | 0  | 1 | 1 | 172  | 3  | 0 | 1.05 |
| 1930–31         | Chicago Black Hawks | NHL             | 44  | 24  | 17  | 3  | 2710  | 78  | 12 | 1.73 | 9  | 5  | 3 | 1 | 638  | 14 | 2 | 1.32 |
| 1931–32         | Chicago Black Hawks | NHL             | 48  | 18  | 19  | 11 | 2989  | 92  | 4  | 1.85 | 2  | 1  | 1 | 0 | 120  | 6  | 1 | 3.00 |
| 1932–33         | Chicago Black Hawks | NHL             | 48  | 16  | 20  | 12 | 3010  | 101 | 5  | 2.01 | —  | —  | — | — | —    | —  | — | —    |
| 1933–34         | Chicago Black Hawks | NHL             | 48  | 20  | 17  | 11 | 3050  | 83  | 10 | 1.63 | 8  | 6  | 1 | 1 | 542  | 12 | 2 | 1.33 |
| NHL Összesített | NHL Összesített     | NHL Összesített | 316 | 112 | 152 | 52 | 19687 | 664 | 42 | 2.02 | 21 | 12 | 6 | 3 | 1472 | 35 | 5 | 1.43 |

## Díjai
- NHL Első All-Star Csapat: 1931, 1932, & 1934
- NHL Második All-Star Csapat: 1933
- Vezina-trófea: 1932 & 1934
- Stanley-kupa: 1934
- A Jégkorong Hírességek Csarnokának a tagja: 1945
- “Tiszteletbeli tagja” a Canada's Sports Hall of Fame-nek
- “Tiszteletbeli tagja” a Manitoba Sports Hall of Fame and Museumnak
- “Tiszteletbeli tagja” a Manitoba Hockey Hall of Fame-nek